# The Best of Christopher Cross
The Best of Christopher Cross – kompilacyjny album amerykańskiego wokalisty Christophera Crossa wydany w 1991 przez wytwórnię Warner Bros. Records. 

## Spis utworów
| 1.  | "Ride Like the Wind" (Christopher Cross)                                                                        | 4:30  |
|     | |       |
| 2.  | "All Right" (Christopher Cross)                                                                                 | 4:18  |
|     | |       |
| 3.  | "Someday" (Christopher Cross / Rob Meurer)                                                                      | 3:11  |
|     | |       |
| 4.  | "Love is Love" (Christopher Cross / Michael Omartian / John Bettis)                                             | 4:27  |
|     | |       |
| 5.  | "Words of Wisdom" (Christopher Cross)                                                                           | 5:52  |
|     | |       |
| 6.  | "Say You'll Be Mine" (Christopher Cross)                                                                        | 2:53  |
|     | |       |
| 7.  | "Sailing" (Christopher Cross)                                                                                   | 4:14  |
|     | |       |
| 8.  | "Arthur's Theme (Best That You Can Do)" (Burt Bacharach / Christopher Cross / Carole Bayer Sager / Peter Allen) | 3:54  |
|     | |       |
| 9.  | "And Old Time" (John Bettis)                                                                                    | 4:03  |
|     | |       |
| 10. | "Charm the Snake" (Christopher Cross / Michael Omartian)                                                        | 4:24  |
|     | |       |
| 11. | "Every Turn of the World" (Christopher Cross / Michael Omartian / John Bettis)                                  | 4:02  |
|     | |       |
| 12. | "That Girl" (Christopher Cross / John Bettis)                                                                   | 3:28  |
|     | |       |
|     | | 49:16 |
|     | |       |

## Pozycje na listach
| Lista 1991   | Pozycja |
| ------------ | ------- |
| Lista włoska | 65      |

| Lista 1992        | Pozycja |
| ----------------- | ------- |
| Lista holenderska | 19      |

## Certyfikaty
| Kraj           | Certyfikacja    | Sprzedaż |
| -------------- | --------------- | -------- |
| Francja (SNEP) | 1 x złota płyta |          |